# Emmanuel College (Massachusetts)
Pour les articles homonymes, voir Emmanuel College.
L'Emmanuel College (EC) est une université d'arts libéraux catholique et mixte de Boston, dans le Massachusetts.
Fondé en 1919 par les Sœurs de Notre-Dame de Namur en tant que première université catholique féminine en Nouvelle-Angleterre, John Fitzgerald Kennedy a notamment siégé au conseil consultatif du collège de 1946 jusqu'à son décès en 1963. Mixte depuis 2001, l'université est membre des Colleges of the Fenway (en).